# رينيه روكو
رينيه روكو أو الشهير باسم ريناتو (3 نوفمبر 1938 في البندقية - 22 ديسمبر 2007) (بالإنجليزية: René Rocco)‏ لاعب كرة قدم فرنسي الجنسية إيطالي المولد راحل كان يجيد اللعب في خط الوسط . ساهم في تتويج نادي ليون ببطولة كأس فرنسا موسم 1966-1967 .

## روابط خارجية
- رينيه روكو على موقع قاعدة بيانات كرة القدم.إي يو (الإنجليزية)
- رينيه روكو على موقع عالم كرة القدم.نت (الإنجليزية)